# Atletismo nos Jogos Olímpicos de Verão de 2016 - 20 km marcha atlética feminina
A competição dos 20 km de marcha atlética feminina do atletismo nos Jogos Olímpicos de Verão de 2016 aconteceu no dia 19 de agosto ao longo da Praia do Pontal no Rio de Janeiro.

## Calendário
Horário local (UTC−3).
| Data                | Horário | Fase  |
| ------------------- | ------- | ----- |
| Sexta, 19 de agosto | 14:30   | Final |

## Medalhistas
| Ouro   | CHN Liu Hong                 |
| Prata  | MEX María Guadalupe González |
| Bronze | CHN Lü Xiuzhi                |

## Recordes
Antes desta competição, os recordes mundiais e olímpicos da prova eram os seguintes:
| Tipo | Atleta           | Tempo   | Local   | Data                 |
| ---- | ---------------- | ------- | ------- | -------------------- |
|      | Liu Hong         | 1:24:38 | Corunha | 6 de junho de 2015   |
|      | Elena Lashmanova | 1:25:02 | Londres | 11 de agosto de 2012 |

## Resultados
| Pos.              | Bib | Atleta                     | CON                 | Tempo   | Notas                |
| ----------------- | --- | -------------------------- | ------------------- | ------- | -------------------- |
| Medalha de ouro   | 9   | Liu Hong                   | CHN China           | 1:28:35 |                      |
| Medalha de prata  | 5   | María Guadalupe González   | MEX México          | 1:28:37 |                      |
| Medalha de bronze | 57  | Lü Xiuzhi                  | CHN China           | 1:28:42 |                      |
| 4                 | 41  | Antonella Palmisano        | ITA Itália          | 1:29:03 | Recorde da temporada |
| 5                 | 1   | Qieyang Shenjie            | CHN China           | 1:29:04 |                      |
| 6                 | 10  | Ana Cabecinha              | POR Portugal        | 1:29:23 |                      |
| 7                 | 4   | Érica de Sena              | BRA Brasil          | 1:29:29 |                      |
| 8                 | 7   | Beatriz Pascual            | ESP Espanha         | 1:30:24 |                      |
| 9                 | 50  | Regan Lamble               | AUS Austrália       | 1:30:28 |                      |
| 10                | 63  | Anežka Drahotová           | CZE República Checa | 1:30:43 |                      |
| 11                | 3   | Elisa Rigaudo              | ITA Itália          | 1:31:04 |                      |
| 12                | 6   | Inês Henriques             | POR Portugal        | 1:31:28 |                      |
| 13                | 15  | Émilie Menuet              | FRA França          | 1:32:04 |                      |
| 14                | 69  | Kimberly García            | PER Peru            | 1:32:09 |                      |
| 15                | 31  | Antigoni Drisbioti         | GRE Grécia          | 1:32:32 |                      |
| 16                | 49  | Kumiko Okada               | JPN Japão           | 1:32:42 |                      |
| 17                | 62  | Nastassia Yatsevich        | BLR Bielorrússia    | 1:32:53 |                      |
| 18                | 52  | Ángela Castro              | BOL Bolívia         | 1:32:54 |                      |
| 19                | 11  | Nadiya Borovska            | UKR Ucrânia         | 1:33:01 |                      |
| 20                | 2   | Raquel González            | ESP Espanha         | 1:33:03 |                      |
| 21                | 72  | Inna Kashyna               | UKR Ucrânia         | 1:33:15 |                      |
| 22                | 39  | Maria Michta-Coffey        | USA Estados Unidos  | 1:33:36 |                      |
| 23                | 74  | María Guadalupe Sánchez    | MEX México          | 1:33:44 |                      |
| 24                | 13  | Paola Pérez                | ECU Equador         | 1:33:53 |                      |
| 25                | 22  | Viktória Madarász          | HUN Hungria         | 1:33:59 |                      |
| 26                | 37  | Tanya Holliday             | AUS Austrália       | 1:34:22 |                      |
| 27                | 27  | Magaly Bonilla             | ECU Equador         | 1:34:54 |                      |
| 28                | 18  | Paulina Buziak             | POL Polônia         | 1:35:01 |                      |
| 29                | 67  | Brigita Virbalytė-Dimšienė | LTU Lituânia        | 1:35:11 |                      |
| 30                | 23  | Mirna Ortiz                | GUA Guatemala       | 1:35:11 |                      |
| 31                | 35  | Wendy Cornejo              | BOL Bolívia         | 1:35:17 |                      |
| 32                | 36  | Sandra Arenas              | COL Colômbia        | 1:35:40 |                      |
| 33                | 26  | Júlia Takács               | ESP Espanha         | 1:35:45 |                      |
| 34                | 58  | Miranda Melville           | USA Estados Unidos  | 1:35:48 |                      |
| 35                | 45  | Alana Barber               | NZL Nova Zelândia   | 1:35:55 |                      |
| 36                | 60  | Maritza Guaman             | ECU Equador         | 1:35:56 |                      |
| 37                | 56  | Daniela Cardoso            | POR Portugal        | 1:36:13 |                      |
| 38                | 53  | Yeseida Carrillo           | COL Colômbia        | 1:36:28 |                      |
| 39                | 40  | Jeon Yeong-eun             | KOR Coreia do Sul   | 1:36:31 |                      |
| 40                | 20  | Rachel Tallent             | AUS Austrália       | 1:37:08 |                      |
| 41                | 21  | Alejandra Ortega           | MEX México          | 1:37:33 |                      |
| 42                | 14  | Grace Wanjiru              | KEN Quênia          | 1:37:49 |                      |
| 43                | 64  | Stefany Coronado           | BOL Bolívia         | 1:37:56 |                      |
| 44                | 33  | Agnieszka Szwarnóg         | POL Polônia         | 1:38:01 |                      |
| 45                | 65  | Andreea Arsine             | ROU Romênia         | 1:38:16 |                      |
| 46                | 44  | Valentyna Myronchuk        | UKR Ucrânia         | 1:38:20 |                      |
| 47                | 61  | Panayiota Tsinopoulou      | GRE Grécia          | 1:38:24 |                      |
| 48                | 46  | Mária Czaková              | SVK Eslováquia      | 1:38:29 |                      |
| 49                | 47  | Cisiane Lopes              | BRA Brasil          | 1:38:35 |                      |
| 50                | 51  | Ana Veronica Rodean        | ROU Romênia         | 1:38:42 |                      |
| 51                | 30  | Jessica Hancco             | PER Peru            | 1:39:08 |                      |
| 52                | 54  | Maritza Poncio             | GUA Guatemala       | 1:40:09 |                      |
| 53                | 16  | Agnese Pastare             | LAT Letônia         | 1:40:15 |                      |
| 54                | 25  | Khushbir Kaur              | IND Índia           | 1:40:33 |                      |
| 55                | 42  | Mária Gáliková             | SVK Eslováquia      | 1:40:35 |                      |
| 56                | 24  | Živilė Vaiciukevičiūtė     | LTU Lituânia        | 1:41:28 |                      |
| 57                | 48  | Claudia Ștef               | ROU Romênia         | 1:41:47 |                      |
| 58                | 68  | Barbara Kovács             | HUN Hungria         | 1:42:11 |                      |
| 59                | 55  | Rita Récsei                | HUN Hungria         | 1:42:41 |                      |
| 60                | 12  | Chahinez Nasri             | TUN Tunísia         | 1:42:57 |                      |
| 61                | 73  | Askale Tiksa               | ETH Etiópia         | 1:44:15 |                      |
| 62                | 17  | Diana Aydosova             | KAZ Cazaquistão     | 1:44:49 |                      |
| 63                | 28  | Anel Oosthuizen            | RSA África do Sul   | 1:45:06 |                      |
| –                 | 29  | Agnieszka Dygacz           | POL Polônia         | DNF     |                      |
| –                 | 66  | Sapana Sapana              | IND Índia           | DNF     |                      |
| –                 | 43  | Yesenia Miranda            | ESA El Salvador     | DNF     |                      |
| –                 | 59  | Sandra Galvis              | COL Colômbia        | DNF     |                      |
| –                 | 70  | Neringa Aidietytė          | LTU Lituânia        | DNF     |                      |
| –                 | 34  | Yehualeye Beletew          | ETH Etiópia         | DSQ     | R 230.7              |
| –                 | 8   | Eleonora Giorgi            | ITA Itália          | DSQ     | R 230.7              |
| –                 | 38  | Mayra Herrera              | GUA Guatemala       | DSQ     | R 230.7              |
| –                 | 19  | Lee Da-seul                | KOR Coreia do Sul   | DSQ     | R 230.7              |
| –                 | 32  | Lee Jeong-eun              | KOR Coreia do Sul   | DSQ     | R 230.7              |
| –                 | 71  | Polina Repina              | KAZ Cazaquistão     | DSQ     | R 230.7              |

Legenda
| Recorde mundial      | Recorde mundial (World record)               |                       | Recorde africano                      | Recorde africano (African) |                                           | Q | Classificado por posição (Qualified) |
| Recorde olímpico     | Recorde olímpico (Olympic record)            | Recorde da América    | Recorde da América (Americas)         | q                          | Classificado por melhor tempo (Qualified) |   |                                      |
| Melhor marca do ano  | Melhor marca do ano (World leading)          | Recorde asiático      | Recorde asiático (Asian)              | DNS                        | Não largou (Did not start)                |   |                                      |
| Recorde nacional     | Recorde nacional (National record)           | Recorde europeu       | Recorde europeu (European)            | DNF                        | Não terminou (Did not finish)             |   |                                      |
| Recorde pessoal      | Recorde pessoal do atleta (Personal best)    | Recorde da Oceania    | Recorde da Oceania (Oceania)          | DSQ / DQ                   | Desclassificado (Disqualified)            |   |                                      |
| Recorde da temporada | Recorde da temporada do atleta (Season best) | Recorde sul-americano | Recorde sul-americano (South America) | NM                         | Sem marca (No mark)                       |   |                                      |